# واتارو إيشيزاكا
واتارو إيشيزاكا (石坂 わたる Ishizaka Wataru ، من مواليد 1976) هو سياسي ياباني وأخصائي اجتماعي ومدرس سابق للمعاقين. أصبح واحدًا من أول السياسيين المثليين من الذكور تم انتخابهما لمنصبهما في التاريخ الياباني في أبريل 2011 عندما تم انتخابه في ناكانو، مجلس جناح طوكيو. والآخر هو تايغا إيشيكاوا، الذي تم انتخابه في مجلس جناح توشيما.

## حياته
ولد إيشيزاكا في أوتا كو، طوكيو، ونشأ في مدينة إناجي.

## التعليم
في مارس 2000، تخرج من جامعة سايكاي في طوكيو، كجزء من كلية الاقتصاد، دورة المجتمع الدولي. في عام 2001، أكمل قسم تعليم اضطرابات النمو، ودورة خاصة للتربية الخاصة، جامعة تشيبا في تشيبا في عام 2002، أصبح مدرسًا في مدرسة أساهي يوغو.
في عام 2010، أكمل برنامج الماجستير في كلية الدراسات العليا للتصميم الاجتماعي، القرن الحادي والعشرين، جامعة ريكيو في طوكيو.

## المهنة
في انتخابات 24 أبريل 2011، أصبح أول مسؤول عام مثلي الجنس في اليابان مع تايغا إيشيكاوا، الذي تم انتخابه لأول مرة في برلمان «توشيما وارد» في نفس اليوم. وهو أيضًا أول عضو في «ناكانو وارد» حصل على مؤهل عامل الصحة العقلية.
في 6 يوليو 2017، ساعد في إنشاء «الرابطة البرلمانية لبلدية المثليين». ويهدف إلى نشر اللوائح والتدابير لحماية حقوق الإنسان للأقليات الجنسية في الحكومات المحلية في جميع أنحاء البلاد من خلال التجمع المحلي.

## روابط خارجية
- الموقع الرسمي

http://ishizaka.exblog.jp/i26